# 魯斯卡達峰

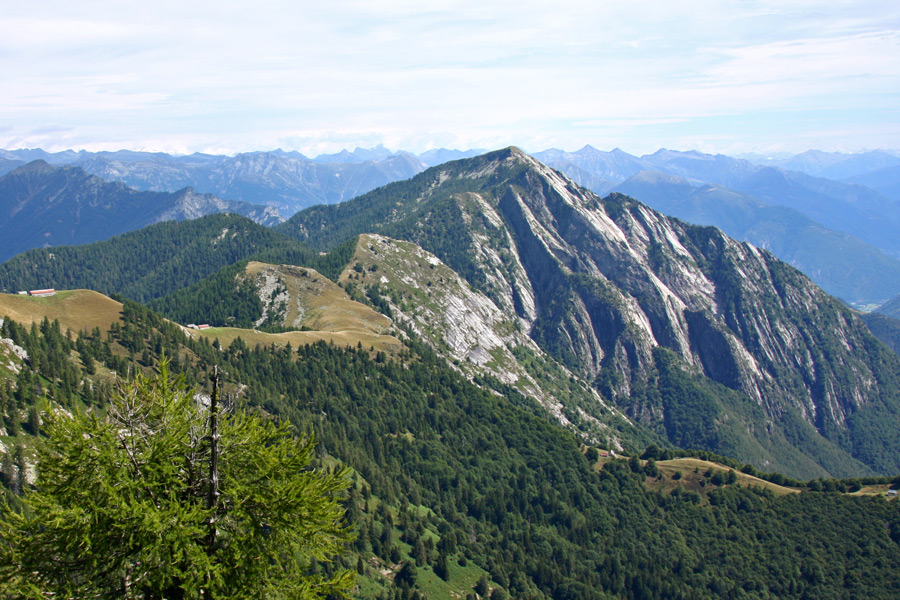

46°10′38.7″N 8°35′33.9″E / 46.177417°N 8.592750°E
魯斯卡達峰（義大利語：Pizzo Ruscada），是瑞士的山峰，位於該國南部，由提契諾州負責管轄，屬於勒蓬廷山的一部分，距離意大利邊境約2公里，海拔高度2,004米。